# ارنست لوران
ارنست لوران (انگلیسی: Ernest Laurent; ۸ ژوئن ۱۸۵۹ – ۲۵ ژوئن ۱۹۲۹) نقاش اهل فرانسه بود.
وی همچنین برندهٔ جوایزی همچون لژیون دونور (افسر) و جایزه بزرگ رم شده‌است.